# 배의 과학관

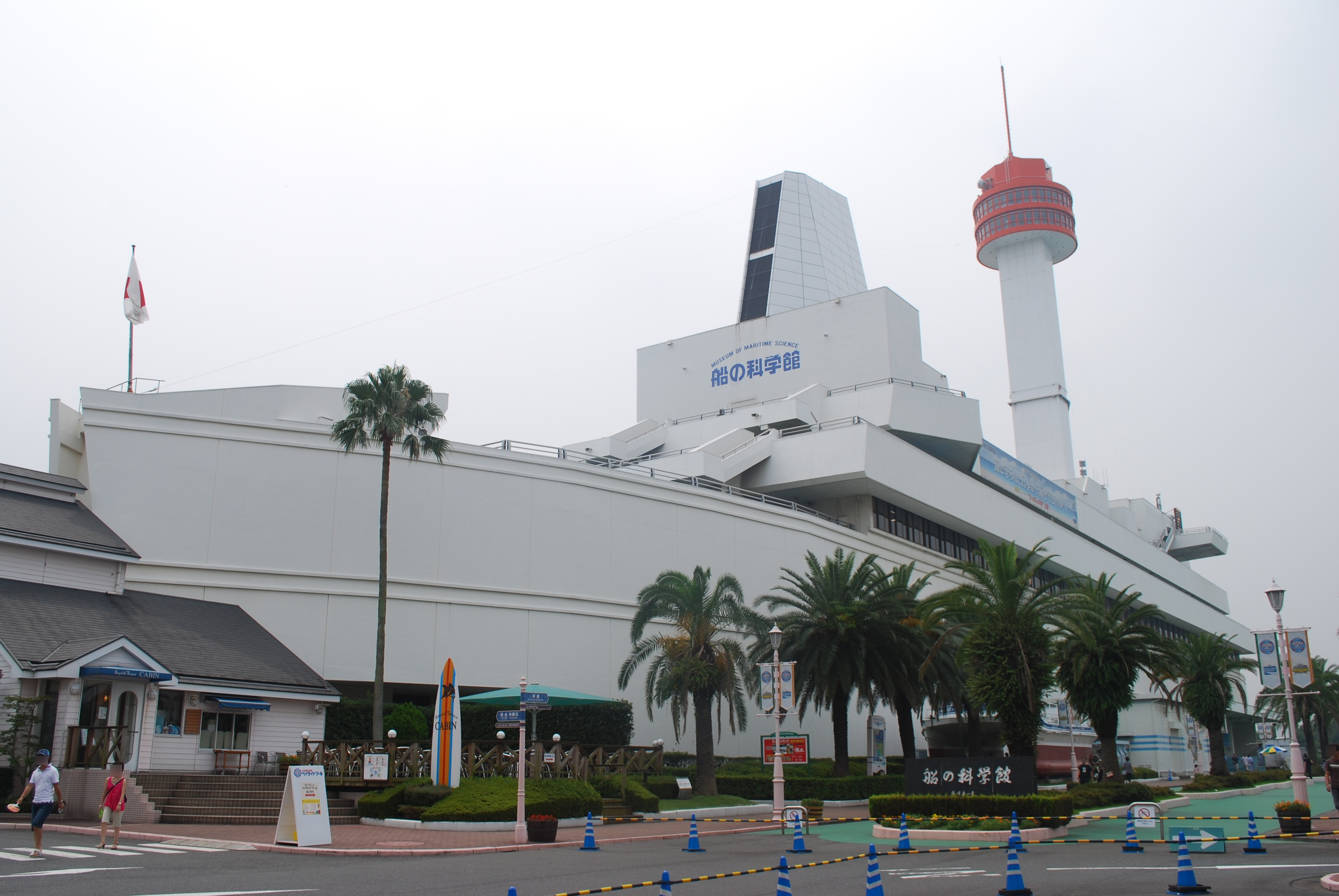
배의 과학관

배의 과학관(일본어: 船の科学館 후네노카가쿠칸[*])은 일본 도쿄도 시나가와구에 있는 과학관이다. 바다와 선박을 테마로 하였다. 퀸엘리자베스 2호를 모티브로 한 배 모양의 본관은 선박의 구조와 역사, 엔진 등 배와 관련된 각종 기기의 작동 원리와 부품을 전시하고 있다. 또 별관에는 초대 남극 관측선으로 이용했던 소야를 비롯한 다양한 배의 실물을 원형 그대로 전시하고 있다. 과학관 내부 구조 역시 실제 배의 구조를 그대로 차용하였고, 제일 아래층에는 배를 움직이는 엔진이나 기관 관련 전시물이 있고 최상층에는 조타실과 관련한 전시실이 있다. 배의 굴뚝에 해당하는 부분에는 전망대가 마련되어 있으며, 일본 해상보안청의 신호소도 본관 건물 내에 있어서 업무를 보는 모습을 견학할 수 있다. 한편 여름은 시사이느 풀을 개장해 수영을 할 수도 있다. 방문객은 매일 오전 10시 30분부터 오후 4시까지 박물관을 방문할 수 있다.